# Evelyn Ward
Evelyn Ward (født 21. maj 1923, død 23. december 2012) var en amerikansk skuespiller, kendt fra sine optrædener i musicals og på tv. Hun var mor til skuespiller/sanger David Cassidy.

## Baggrund
Ward var født og opvokset i West Orange, New Jersey, datter af Ethel Laurinda Ward (født Wheeler) og Frederik Ward. Hun var af kolonial amerikansk, irsk, og schweizisk afstamning. Hendes forfædre var blandt grundlæggerne af Newark, New Jersey.

## Karriere
Ward indledte sin karriere som teenager ved danse med The Roxyettes på Roxy Theatre i New York. Efter at have været dubleant for Mary Martin i musikalen Dancing in the Streets, der lukkede i foråret 1943, fik Ward sin Broadway-debut den sommer i musicalen Early to Bed. Hendes næste Broadway-roller omfatter The Firebrand of Florence (1945), Spring in Brazil (1945), Billion Dollar Baby (1946), og Along Fifth Avenue (1949)
Hendes efterfølgende roller var for det meste uden for New York, men hun vendte tilbage til Broadway-scenen i foråret 1958, hvor hun erstattede Gwen Verdon i hovedrollen i New Girl in Town. I 1967 dukkede Ward op i spillet And So to Bed på LA Theatre Center), hvor hendes søn David Cassidy også var med i truppen. I 1996, efter at hun egentlig havde trukket sig tilbage, var hun stjerne i Such a Pretty Face.
Hun optrådte også på natklubber i New York City og Boston, og optrådte i 1954 i et revyshow i Las Vegas.
I 1949, var Ward regelmæssigt på CBS game show Hold It Please,:466 og i 1950-1951, var hun regelmæssigt med i ABC - serien The College Bowl (også kendt som The Chico Marx Show). Hendes andre roller omfatter The Man from U. N. C. L. E., Ben Casey, Dr. Kildare, Perry Mason, Mike Hammer, The Further Adventures of Ellery Queen, og Hallmark Hall of Fame.

## Privatliv
Ward giftede sig med skuespilleren Jack Cassidy d. 28. juni 1948. Parret havde mødt hinanden i 1945, mens de var med i Broadway-musicallen The Firebrand of Florence. Ward og Cassidy fik en søn, David Bruce Cassidy, i 1950. Familien boede i Wards hjemstavn, West Orange. Ægteskabet mellem Jack Cassidy og Evelyn Ward endte i en hurtig skilsmisse i juli 1956.
I august 1956, giftede Cassidy sig med skuespillerinden Shirley Jones, som han havde haft et romantisk forhold til sommeren forinden. Ifølge Jones havde Cassidy og Ward to gange været separeret og havde fundet sammen igen, forud for Jones' møde med Cassidy, og deres ægteskab forblev vakkelvornt.
Efter skilsmissen fra Cassidy boede Ward og parrets søn med Wards forældre i West Orange indtil 1961, hvor Ward blev gift med filminstruktør Elliot Silverstein.
Ward havde kendt Silverstein i flere år, eftersom hun havde optrådt i teaterstykker i Boston-området som Silverstein instruerede i 1955 og 1957. Ward og Silverstein blev skilt i 1968. Senere, giftede Ward sig med Al Williams, der døde i 2005.
Ward bliver fra tid til anden forvekslet med film-direktøren Norman Z. McLeods hustru, som også hed Evelyn Ward.

## Død
Ward døde den 23. december 2012 af demens. Hendes søn, David, døde den 21. november 2017. Hun efterlod sig to børnebørn.